# ヤキス・デ・オブレゴン
ヤキス・デ・オブレゴン（Yaquis de Obregón）は、メキシコのソノラ州シウダ・オブレゴンを本拠地とする、メキシコで開催されているプロ野球のウィンターリーグであるリーガ・メヒカーナ・デル・パシフィコ所属の野球チームである。本拠地球場はヌエボ・エスタディオ・ヤキス。

## 歴史
前身は1947年設立された旧リーグのチームで、1970年に設立された新リーグにも当初から参加している。
2010-2011、2011-2012、2012-2013の3シーズン連続でリーグ制覇を果たした唯一のチームである。
日本人選手では2017年に横浜DeNAベイスターズの乙坂智が参加。2019年に同球団の関根大気が球団主導で参加している。なお、関根はそれから3年後にあたる2022年にも自身の意向で参加することが発表されている。